# 干河陈街道
干河陈街道，是中华人民共和国河南省漯河市源汇区下辖的一个乡镇级行政单位。

## 行政区划
干河陈街道下辖以下地区：
湘江中路社区、干西社区、双龙社区、柳江路社区、东吴村、挂刀营村、何王庄村、闫庄村、圪瘩刘村、南关村、毛寨村、丁庄村、马夫张村、干河陈村、丁湾村、小村铺村、大荆庄村、姬崔村和三里桥村。